# 14517 Monitoma
14517 Monitoma este un asteroid din centura principală de asteroizi.

## Descriere
14517 Monitoma este un asteroid din centura principală de asteroizi. A fost descoperit pe 13 iunie 1996 la Observatorul din Ondřejov de Petr Pravec. Asteroidul prezintă o orbită caracterizată de o semiaxă mare de 2,77 ua, o excentricitate de 0,13 și o înclinație de 14,4° în raport cu ecliptica.